# Hydrornis schneideri
La pita de Schneider (Hydrornis schneideri) es una especie de ave paseriforme de la familia Pittidae endémica de la isla de Sumatra. Fue redescubierta en 1988 tras no haberse observado desde 1918.

## Descripción
La pita de Schneider es un pájaro principalmente terrestre con patas largas y cola muy corta, que mide alrededor de 23 cm de longitud corporal total. Presenta dimorfismo sexual. El plumaje de la hembra es principalmente de tonos canela, salvo la cola que es azul y la parte superior de la cabeza que es de color castaño anaranjado. El macho en cambio tiene las alas también de color azul claro. Ambos sexos tienen una lista ocular negra, y otra lista negra alrededor del cuello, más ancha en los machos. Su pico es recto y grisáceo. Los juveniles presentan un patrón similar pero de tonos grisáceos con motas blancas en píleo y pecho.

## Distribución geográfica yhábitat
Se encuentra únicamente en los bosques húmedos de montaña del oeste de Sumatra (Indonesia). Está amenazada por la pérdida de hábitat.